# Girolamo Frachetta
Girolamo Frachetta, né à Rovigo en 1558 et mort a Naples le 30 décembre 1619, est un publiciste italien.

## Biographie
Né à Rovigo vers 1560, fut d’abord attaché au cardinal d’Este en qualité de secrétaire. Ce prélat le fit admettre à l’Académie des Incitati, qu’il venait de fonder dans le but de ranimer l’étude des anciens ; mais cette société ayant cessé d’exister à la mort de son illustre protecteur, Frachetta abandonna la littérature et tourna toutes ses vues vers la politique. Il se fit connaître avantageusement de l’ambassadeur d’Espagne à Rome, qui le chargea de plusieurs commissions délicates dont il s’acquitta avec beaucoup de succès. Son zèle ne fut pas toujours accompagné d’assez de prudence ; car il se fit de puissants ennemis, et pour se soustraire à leur ressentiment il fut obligé de s’enfuir à Naples, où il continua de recevoir une pension de l’Espagne. Il mourut en cette ville vers 1620.

## Œuvres
- Dialogo del furor poetico, Padoue, 1581, in-4°. C’est une imitation du discours de Francesco Patrizi : Diversità de’ furori poetici.
- Spositione sopra una canzone di Guido Cavalcanti, Venise, 1585, in-4° ;
- Breve spositione di tutta l’opera di Lucretio, nella quale si disamina la dottrina di Epicuro e si mostra in che sia conforme col vero e con gl’insegnamenti di Aristotele, e in che differente, Venise, 1589, in-4°. Ce n’est pas, comme l’ont dit plusieurs dictionnaires, une traduction du poème de Lucrèce ; c’en est une paraphrase avec des éclaircissements sur les passages qui présentent quelque obscurité. Les notes de Frachetta sont estimées.
- Deux Discours en italien adressés à Sigismond Báthory, prince de Transylvanie, l’un le 30 septembre, l’autre le 25 novembre 1593 ;
- Il principe, Venise, 1599, in-8° ;
- L’idea del libro di governi di stato e di guerra, ibid., 1592, in-8°. C’est le plan et l’idée générale de l’ouvrage suivant :
- Seminario del libro di governi di stato e di guerra, ibid., 1613, 1625, in-fol. ; 1647, in-4° ; Gênes, 1648, in-4°. On a réimprimé le Prince à la suite des deux dernières éditions.
- Della ragione di stato, Urbin, 1623, in-4°. C’est le principal ouvrage de Frachetta. Struvius dit qu’il y montre une grande force d esprit et beaucoup de jugement ; il a été traduit en allemand, Francfort, 1681, in-8°.
- On a encore de Frachetta une traduction en italien des Commentaires de Francisco Verdugo, touchant son administration de la province de Frise, Naples, 1605, in-8°.